# Scenic Oaks (Teksas)
Scenic Oaks je naseljeno mjesto za statističke potrebe u američkoj saveznoj državi Teksas. Prema popisu stanovništva iz 2010. u njemu je živjelo 4.957 stanovnika.